# Goły Bór
Goły Bór (biał. Голы Бор, Hoły Bor; ros. Голый Бор, Gołyj Bor; pol. hist. Hoły-Bór) – chutor na Białorusi, w obwodzie grodzieńskim, w rejonie ostrowieckim, w sielsowiecie Michaliszki.

## Historia
W dwudziestoleciu międzywojennym zaścianek leżący w Polsce, w województwie wileńskim, w powiecie święciańskim, w gminie Świr. Znajdowała się tu wówczas gajówka Nadleśnictwa Smorgońskiego.
Po II wojnie światowej w granicach Związku Sowieckiego. Od 1991 w niepodległej Białorusi.